# MAA-1 Piranha

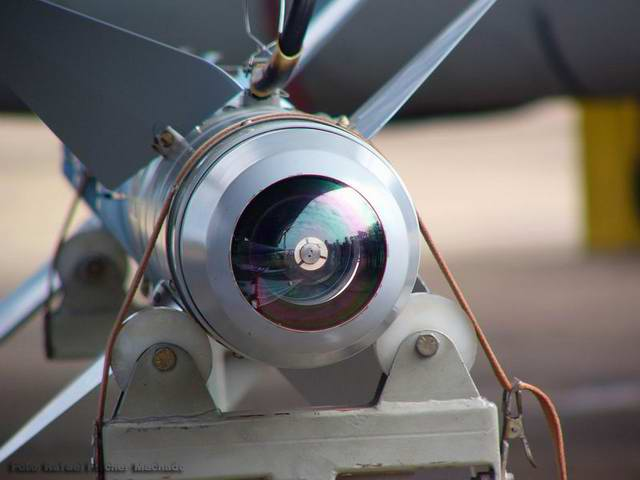
Frontalansicht mit dem Infrarotsuchkopf der Mectron MAA-1 Piranha

Die MAA-1 Piranha (Míssil Ar-Ar 1) ist die erste von Brasilien in Eigenregie entwickelte Luft-Luft-Rakete. Sie wird von der brasilianischen Luftwaffe und Marine eingesetzt.
Die ersten Studien wurden schon Ende der 1970er-Jahre erstellt, aber erst Mitte der 1990er-Jahre begann die Entwicklung bei der Firma Mectron. Die MAA-1 verfügt über einen Infrarotsuchkopf, der von der südafrikanischen Firma Denel geliefert wird, sowie über einen Feststoff-Raketenmotor. Von außen sieht sie der Python III sehr ähnlich. Die Piranha ist eine Kurzstreckenrakete mit Fire-and-Forget-Fähigkeit. Sie kann von der AT-26 Xavante, F-5, Dassault Mirage III und AMX genutzt werden.
Im März 2007 unterzeichneten Denel und die brasilianische Luftwaffe einen Vertrag, in dem die MAA-1 ab 2015 durch die A-Darter ersetzt wird und sich beide Seiten die Entwicklungskosten teilen.

## Technische Daten
| Hersteller         | Mectron                       |
| Hauptfunktion      | Kurzstrecken-Luft-Luft-Rakete |
| Länge              | 2800 mm                       |
| Rumpfdurchmesser   | 150 mm                        |
| Gewicht            | 89 kg                         |
| Antrieb:           | Feststoff-Raketenmotor        |
| Lenkung / Suchkopf | Infrarot                      |
| Reichweite         | 6000 m                        |
| Gefechtskopf       | 12 kg                         |